# Zug (Schiff)
Das Fahrgastschiff Zug wird von der Zugersee Schifffahrt auf dem Zugersee in der Zentralschweiz betrieben. Es wurde von der Österreichischen Schiffswerft in Linz an der Donau hergestellt. Die Kiellegung   erfolgte 2002 und die Indienststellung am 2. Mai 2003.

## Geschichte
1851 wurde für den Zugersee eine erste Dampfschifffahrts-Gesellschaft gegründet und ein Jahr später fuhr der erste Raddampfer, die Rigi, auf dem Zugersee. Im Jahre 1897 erfolgte die Gründung der Dampfschifffahrts-Gesellschaft für den Zugersee. Die Zugerland Verkehrsbetriebe ZVB übernahmen 1949 die Betriebsleitung. 1960 wurde die Gesellschaft in Schifffahrtsgesellschaft für den Zugersee AG (SGZ) umbenannt. Unter diesem Namen firmiert sie bis heute.
Die Zug ist das modernste Schiff der Flotte. Es verfügt über drei Decks, auf denen bis zu 450 Personen Platz finden können. Das Fahrgastschiff Zug wurde als modernes Eventschiff konzipiert, das alle Anforderungen an einen professionellen Veranstaltungsort erfüllt.

## Technik
Angetrieben wird die Zug von zwei MAN D 2866 LXE 42 6-Zylinder-Dieselmotoren mit je 295 kW über je einen Schottel-Ruderpropeller SRP 170. Die Höchstgeschwindigkeit des Schiffes beträgt 27 km/h. Zur Stromversorgung an Bord steht ein Scania 1 × 233 kVA, 380/220 Volt zur Verfügung.